# Haakonsvern

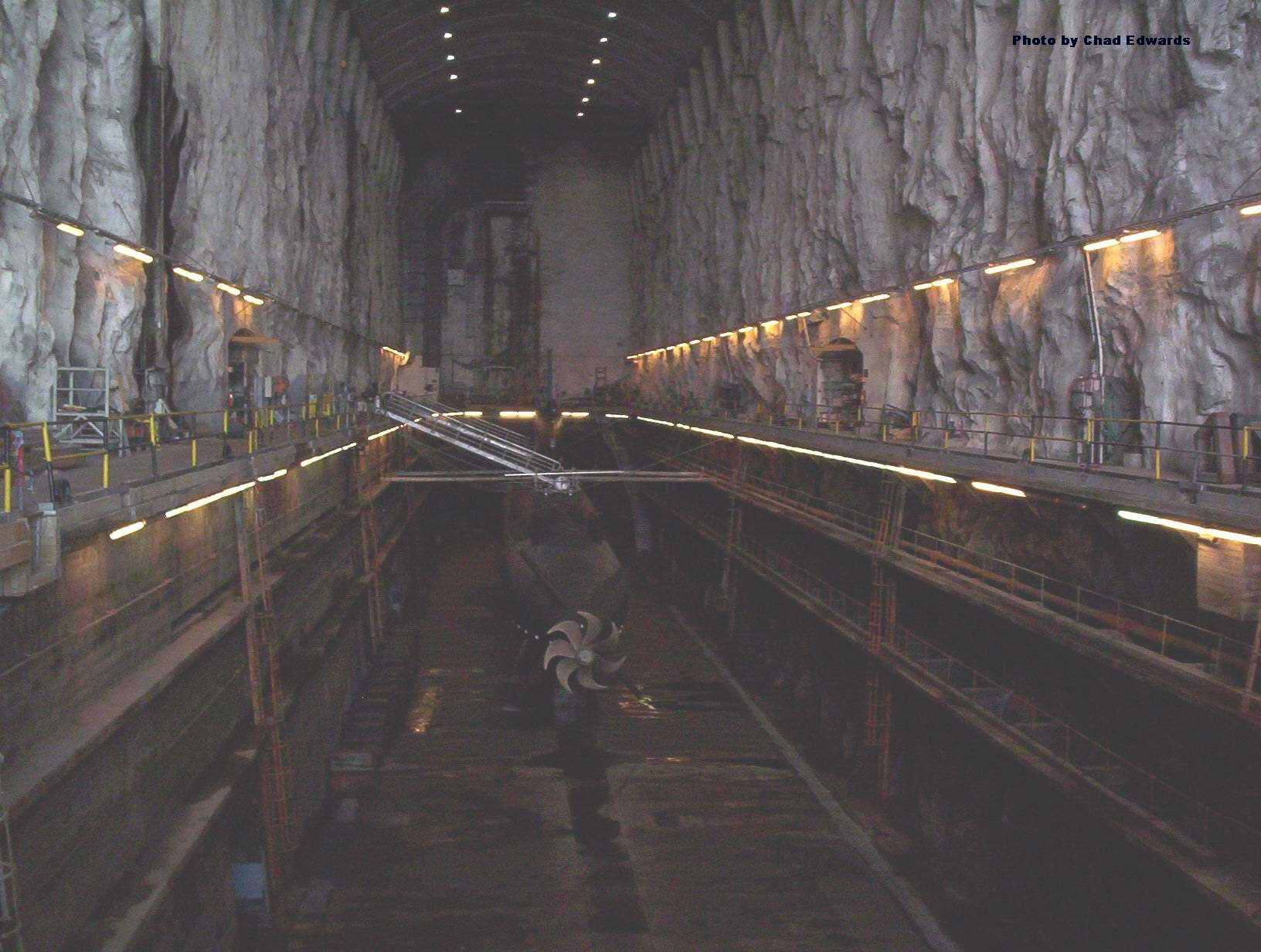
Stützpunkt Haakonsvern: Verbunkertes U-Boot-Dock im Felsen

Haakonsvern ist der größte Stützpunkt der Norwegischen Seestreitkräfte, bestehend aus der norwegischen Marine und der Küstenwache Norwegens. Der Stützpunkt wurde am 7. Juni 1963 von König Olav V. eröffnet und erhielt seinen Namen nach dessen Vater Håkon VII.

## Lage
Der Stützpunkt liegt in Mathopen in der Kommune Bergen, etwa acht Kilometer südwestlich des Stadtzentrums. Insgesamt sind dort 3.500 Soldaten und Zivilisten einschließlich der etwa 1.250 Wehrpflichtigen beschäftigt.
Es existiert eine eigene Feuerwache, ein Krankenhaus, eine Schwimm- und Sporthalle, Post, Kirche, Arzt und Zahnarzt, Depot und Werkstätten. In Norwegen wird Haakonsvern als „eit samfunn i miniatyr“ bezeichnet, deutsch eine Gesellschaft in Miniatur. Haakonsvern und Ramsund sind die letzten beiden Stützpunkte der Marine.
Im Stützpunkt ist das regionale Logistik-Kommando für West-Norwegen sowie die Werkstatt für Schiffe der Marine und Ausrüstung untergebracht.
220 Wohnungen stehen den Angehörigen der Basis kurz- oder langfristig zur Verfügung.

## Ausbau
Im April 2006 lief die erste von mehreren neuen Fregatten (Fridtjof-Nansen-Klasse) der norwegischen Marine in Haakonsvern ein. Bedingt durch den Neuerwerb dieser Fregatten musste zum Beispiel das Trockendock erheblich erweitert werden. Hinzu kommt ein Hubschrauberlandeplatz für das Helikopterdetasjement aus Bardufoss, der 2016 fertiggestellt wurde, drei Jahre vor der verspäteten Auslieferung des ersten NH90-ASW im August 2019.
In den 2030er soll die Basis auch deutsche U-Boote der Klasse 212 CD beherbergen, die gemeinsam mit Norwegen entwickelt und betrieben werden sollen.